# Aldo Canazza
Aldo Canazza (Stanghella, 4 gennaio 1908 – Pianoro, 21 ottobre 2002) è stato un ciclista su strada e pistard italiano naturalizzato francese, professionista dal 1929 al 1941.

## Carriera
Debuttò tra i professionisti nel 1929, correndo da isolato il Giro d'Italia. L'anno successivo partecipò nuovamente al Giro, ma si dovette ritirare a causa della rottura del mezzo. Nello stesso anno ottenne le prime vittorie, tra cui la gara di casa, il Giro del Veneto; fu poi secondo nella Milano-Modena, quell'anno prova di selezione per i mondiali, al Giro del Piemonte ed alla Coppa Bernocchi. La buona annata non rimase inosservata e al termine della stagione venne contattato dalla Legnano di Alfredo Binda.
Dopo un quarto posto alla Milano-Sanremo, al Giro d'Italia 1931 cominciò ad acquisire popolarità grazie alla combattività e al lavoro da gregario per Binda; chiuse sedicesimo nella classifica generale della corsa rosa. Rivinse il Giro del Veneto.
Il 1932 non fu un buon anno: ottenne la convocazione al Tour de France per aiutare il proprio capitano Binda ma, come lui, fu costretto al ritiro per seri problemi respiratori. I risultati furono pochi anche nel 1933, ma l'anno successivo si riscattò vincendo per la terza volta il Giro del Veneto, oltre al Giro della Romagna.
Nel 1935 decise di tentare l'avventura su pista, specializzandosi nel mezzofondo ed ottenendo anche due podi nel campionato italiano di categoria, secondo nel 1936 e terzo nel 1938.
Durante il periodo bellico venne arrestato e mandato al lavoro in Germania perché si era nascosto per non prestare servizio militare e lì fu arrestato di nuovo per contrabbando; finita la guerra tornò in bici e continuò a gareggiare fino al 1948, quando a causa di un infortunio fu costretto al ritiro.

## Palmarès
- 1927 (dilettanti)

La Popolarissima
- 1930 (dilettanti)

Giro del Veneto
Coppa della Vittoria
Milano-Modena
- 1931 (G.S. Viscosa/Legnano-Hutchinson, una vittoria)

Giro del Veneto
- 1934 (Gloria, quattro vittorie)

Giro del Veneto
Giro di Romagna
Criterium d'Apertura
Coppa San Geo

### Altri successi
- 1930 (dilettanti)

Criterium di Maleo

## Piazzamenti

### Grandi giri
- Giro d'Italia

1929: 51º
1931: 17º
1932: 52º
1933: 31º
1934: ritirato
1935: ritirato (12ª tappa)
- Tour de France

1932: squalificato (10ª tappa)

### Classiche monumento
- Milano-Sanremo

1931: 33º
1933: 15º
1934: 4º
- Giro di Lombardia

1929: 20º
1932: 4º
1933: 32º